# 1944 a tudományban
Az 1944. év a tudományban és a technikában.

## Díjak
- Nobel-díjak
  - Fizikai Nobel-díj: Isidor Isaac Rabi
  - Fiziológiai és orvostudományi Nobel-díj: Joseph Erlanger, Herbert Spencer Gasser
  - Kémiai Nobel-díj: Otto Hahn

## Születések
- január 6. – Rolf M. Zinkernagel Nobel-díjas (megosztva) svájci immunológus
- február 15. – Alekszandr Szerebrov orosz, szovjet űrhajós († 2013)
- február 25. – Antonio Damasio portugál neurológus, az idegtudomány professzora, az érzelmek neurobiológiájának kutatója
- március 20. – Erwin Neher Nobel-díjas (megosztva) német biofizikus
- március 23. – James H. Clark amerikai informatikus, technológiai vállalatok alapítója
- június 5. – Whitfield Diffie amerikai kriptográfus, a nyílt kulcsú titkosítás megalkotóinak egyike
- június 6. – Phillip Allen Sharp Nobel-díjas (megosztva) amerikai genetikus és molekuláris biológus
- július 23. – Rubik Ernő magyar szobrász, építész, formatervező, belsőépítész, játéktervező, feltaláló
- augusztus 1. – Jurij Romanyenko orosz, szovjet űrhajós
- szeptember 2. – Claude Nicollier svájci pilóta, tudós, űrhajós, Svájc első űrhajósa
- október 21. – Jean-Pierre Sauvage Nobel-díjas (megosztva) francia kémikus
- november 2. – Jeffrey Alan Hoffman amerikai űrhajós
- november 17. – John-David Francis Bartoe amerikai asztrofizikus, űrhajós
- december 28. – Kary Mullis Nobel-díjas amerikai vegyész († 2019)

## Halálozások
- február 23. – Leo Baekeland belga (flamand) származású amerikai kémikus (* 1863)
- március 14. – André Helbronner francia fizikus, kémikus, feltaláló (* 1878)
- július 28. – Ralph Fowler brit fizikus, csillagász (* 1889)
- október 19. – Kőnig Dénes magyar matematikus, az első gráfelméleti tankönyv szerzője (* 1884)
- október 23. – Charles Glover Barkla Nobel-díjas angol fizikus (* 1877)
- november 5. – Alexis Carrel orvosi Nobel-díjas francia sebész, fiziológus (* 1873)
- november 22. – Arthur Eddington brit asztrofizikus (* 1882)
- november 25 – Bródy Imre magyar fizikus, kémikus, feltaláló, a kriptongázas izzólámpa kifejlesztője (* 1891)
- december 30. – Richter Gedeon, a modern hazai gyógyszeripar megteremtője (* 1872)[1]